# Bolbochromus catenatus
Bolbochromus catenatus is een keversoort uit de familie cognackevers (Bolboceratidae). De wetenschappelijke naam van de soort werd in 1886 als Bolboceras catenatus gepubliceerd door Johan Wilhelm van Lansberge.